# Camino Maldonado
Camino Maldonado, el nom complet del qual és Fraccionamiento Camino Maldonado, és una localitat de l'Uruguai que forma part de Pando i està ubicada al sud-oest del departament de Canelones.

## Geografia
Camino Maldonado es troba al sud-oest del departament de Canelones, entre els sectors 16 i 37. És limítrof amb Montevideo, la capital del país, i s'ubica a l'est de la població de Juan Antonio Artigas.

## Població
D'acord amb les dades del cens de 2004, Camino Maldonado tenia 15.057 habitants.
| Any  | Població |
| ---- | -------- |
| 1963 | 3.449    |
| 1975 | 8.346    |
| 1985 | 10.082   |
| 1996 | 13.349   |
| 2004 | 15.057   |

Font: Institut Nacional d'Estadística de l'Uruguai